# Засада (шахматы)
Заса́да — расположение дальнобойной фигуры за своей или чужой фигурой, после ухода которой она действует на определённое поле или линию. Обязательная предпосылка открытого нападения.

## Виды засад
Различают следующие виды засад:
- Простая — фигура находится позади одной фигуры.
- Сложная — она находится позади нескольких фигур.

## Пример
|   | a | b | c | d | e | f | g | h |   |
| - | --- | --- | --- | --- | --- | --- | --- | --- | - |
| 8 | c8 чёрный слон · d8 чёрная ладья · e8 чёрная ладья · g8 чёрный король · a7 чёрная пешка · c7 чёрный ферзь · f7 чёрная пешка · g7 чёрный слон · h7 чёрная пешка · b6 чёрная пешка · f6 чёрный конь · g6 чёрная пешка · c5 чёрная пешка · c4 белая пешка · d4 чёрная пешка · e4 белая пешка · b3 белая пешка · d3 белая пешка · f3 белый конь · a2 белая пешка · c2 белый ферзь · e2 белый слон · g2 белая пешка · h2 белая пешка · a1 белая ладья · c1 белый слон · f1 белая ладья · g1 белый король | c8 чёрный слон · d8 чёрная ладья · e8 чёрная ладья · g8 чёрный король · a7 чёрная пешка · c7 чёрный ферзь · f7 чёрная пешка · g7 чёрный слон · h7 чёрная пешка · b6 чёрная пешка · f6 чёрный конь · g6 чёрная пешка · c5 чёрная пешка · c4 белая пешка · d4 чёрная пешка · e4 белая пешка · b3 белая пешка · d3 белая пешка · f3 белый конь · a2 белая пешка · c2 белый ферзь · e2 белый слон · g2 белая пешка · h2 белая пешка · a1 белая ладья · c1 белый слон · f1 белая ладья · g1 белый король | c8 чёрный слон · d8 чёрная ладья · e8 чёрная ладья · g8 чёрный король · a7 чёрная пешка · c7 чёрный ферзь · f7 чёрная пешка · g7 чёрный слон · h7 чёрная пешка · b6 чёрная пешка · f6 чёрный конь · g6 чёрная пешка · c5 чёрная пешка · c4 белая пешка · d4 чёрная пешка · e4 белая пешка · b3 белая пешка · d3 белая пешка · f3 белый конь · a2 белая пешка · c2 белый ферзь · e2 белый слон · g2 белая пешка · h2 белая пешка · a1 белая ладья · c1 белый слон · f1 белая ладья · g1 белый король | c8 чёрный слон · d8 чёрная ладья · e8 чёрная ладья · g8 чёрный король · a7 чёрная пешка · c7 чёрный ферзь · f7 чёрная пешка · g7 чёрный слон · h7 чёрная пешка · b6 чёрная пешка · f6 чёрный конь · g6 чёрная пешка · c5 чёрная пешка · c4 белая пешка · d4 чёрная пешка · e4 белая пешка · b3 белая пешка · d3 белая пешка · f3 белый конь · a2 белая пешка · c2 белый ферзь · e2 белый слон · g2 белая пешка · h2 белая пешка · a1 белая ладья · c1 белый слон · f1 белая ладья · g1 белый король | c8 чёрный слон · d8 чёрная ладья · e8 чёрная ладья · g8 чёрный король · a7 чёрная пешка · c7 чёрный ферзь · f7 чёрная пешка · g7 чёрный слон · h7 чёрная пешка · b6 чёрная пешка · f6 чёрный конь · g6 чёрная пешка · c5 чёрная пешка · c4 белая пешка · d4 чёрная пешка · e4 белая пешка · b3 белая пешка · d3 белая пешка · f3 белый конь · a2 белая пешка · c2 белый ферзь · e2 белый слон · g2 белая пешка · h2 белая пешка · a1 белая ладья · c1 белый слон · f1 белая ладья · g1 белый король | c8 чёрный слон · d8 чёрная ладья · e8 чёрная ладья · g8 чёрный король · a7 чёрная пешка · c7 чёрный ферзь · f7 чёрная пешка · g7 чёрный слон · h7 чёрная пешка · b6 чёрная пешка · f6 чёрный конь · g6 чёрная пешка · c5 чёрная пешка · c4 белая пешка · d4 чёрная пешка · e4 белая пешка · b3 белая пешка · d3 белая пешка · f3 белый конь · a2 белая пешка · c2 белый ферзь · e2 белый слон · g2 белая пешка · h2 белая пешка · a1 белая ладья · c1 белый слон · f1 белая ладья · g1 белый король | c8 чёрный слон · d8 чёрная ладья · e8 чёрная ладья · g8 чёрный король · a7 чёрная пешка · c7 чёрный ферзь · f7 чёрная пешка · g7 чёрный слон · h7 чёрная пешка · b6 чёрная пешка · f6 чёрный конь · g6 чёрная пешка · c5 чёрная пешка · c4 белая пешка · d4 чёрная пешка · e4 белая пешка · b3 белая пешка · d3 белая пешка · f3 белый конь · a2 белая пешка · c2 белый ферзь · e2 белый слон · g2 белая пешка · h2 белая пешка · a1 белая ладья · c1 белый слон · f1 белая ладья · g1 белый король | c8 чёрный слон · d8 чёрная ладья · e8 чёрная ладья · g8 чёрный король · a7 чёрная пешка · c7 чёрный ферзь · f7 чёрная пешка · g7 чёрный слон · h7 чёрная пешка · b6 чёрная пешка · f6 чёрный конь · g6 чёрная пешка · c5 чёрная пешка · c4 белая пешка · d4 чёрная пешка · e4 белая пешка · b3 белая пешка · d3 белая пешка · f3 белый конь · a2 белая пешка · c2 белый ферзь · e2 белый слон · g2 белая пешка · h2 белая пешка · a1 белая ладья · c1 белый слон · f1 белая ладья · g1 белый король | 8 |
| 7 | c8 чёрный слон · d8 чёрная ладья · e8 чёрная ладья · g8 чёрный король · a7 чёрная пешка · c7 чёрный ферзь · f7 чёрная пешка · g7 чёрный слон · h7 чёрная пешка · b6 чёрная пешка · f6 чёрный конь · g6 чёрная пешка · c5 чёрная пешка · c4 белая пешка · d4 чёрная пешка · e4 белая пешка · b3 белая пешка · d3 белая пешка · f3 белый конь · a2 белая пешка · c2 белый ферзь · e2 белый слон · g2 белая пешка · h2 белая пешка · a1 белая ладья · c1 белый слон · f1 белая ладья · g1 белый король | c8 чёрный слон · d8 чёрная ладья · e8 чёрная ладья · g8 чёрный король · a7 чёрная пешка · c7 чёрный ферзь · f7 чёрная пешка · g7 чёрный слон · h7 чёрная пешка · b6 чёрная пешка · f6 чёрный конь · g6 чёрная пешка · c5 чёрная пешка · c4 белая пешка · d4 чёрная пешка · e4 белая пешка · b3 белая пешка · d3 белая пешка · f3 белый конь · a2 белая пешка · c2 белый ферзь · e2 белый слон · g2 белая пешка · h2 белая пешка · a1 белая ладья · c1 белый слон · f1 белая ладья · g1 белый король | c8 чёрный слон · d8 чёрная ладья · e8 чёрная ладья · g8 чёрный король · a7 чёрная пешка · c7 чёрный ферзь · f7 чёрная пешка · g7 чёрный слон · h7 чёрная пешка · b6 чёрная пешка · f6 чёрный конь · g6 чёрная пешка · c5 чёрная пешка · c4 белая пешка · d4 чёрная пешка · e4 белая пешка · b3 белая пешка · d3 белая пешка · f3 белый конь · a2 белая пешка · c2 белый ферзь · e2 белый слон · g2 белая пешка · h2 белая пешка · a1 белая ладья · c1 белый слон · f1 белая ладья · g1 белый король | c8 чёрный слон · d8 чёрная ладья · e8 чёрная ладья · g8 чёрный король · a7 чёрная пешка · c7 чёрный ферзь · f7 чёрная пешка · g7 чёрный слон · h7 чёрная пешка · b6 чёрная пешка · f6 чёрный конь · g6 чёрная пешка · c5 чёрная пешка · c4 белая пешка · d4 чёрная пешка · e4 белая пешка · b3 белая пешка · d3 белая пешка · f3 белый конь · a2 белая пешка · c2 белый ферзь · e2 белый слон · g2 белая пешка · h2 белая пешка · a1 белая ладья · c1 белый слон · f1 белая ладья · g1 белый король | c8 чёрный слон · d8 чёрная ладья · e8 чёрная ладья · g8 чёрный король · a7 чёрная пешка · c7 чёрный ферзь · f7 чёрная пешка · g7 чёрный слон · h7 чёрная пешка · b6 чёрная пешка · f6 чёрный конь · g6 чёрная пешка · c5 чёрная пешка · c4 белая пешка · d4 чёрная пешка · e4 белая пешка · b3 белая пешка · d3 белая пешка · f3 белый конь · a2 белая пешка · c2 белый ферзь · e2 белый слон · g2 белая пешка · h2 белая пешка · a1 белая ладья · c1 белый слон · f1 белая ладья · g1 белый король | c8 чёрный слон · d8 чёрная ладья · e8 чёрная ладья · g8 чёрный король · a7 чёрная пешка · c7 чёрный ферзь · f7 чёрная пешка · g7 чёрный слон · h7 чёрная пешка · b6 чёрная пешка · f6 чёрный конь · g6 чёрная пешка · c5 чёрная пешка · c4 белая пешка · d4 чёрная пешка · e4 белая пешка · b3 белая пешка · d3 белая пешка · f3 белый конь · a2 белая пешка · c2 белый ферзь · e2 белый слон · g2 белая пешка · h2 белая пешка · a1 белая ладья · c1 белый слон · f1 белая ладья · g1 белый король | c8 чёрный слон · d8 чёрная ладья · e8 чёрная ладья · g8 чёрный король · a7 чёрная пешка · c7 чёрный ферзь · f7 чёрная пешка · g7 чёрный слон · h7 чёрная пешка · b6 чёрная пешка · f6 чёрный конь · g6 чёрная пешка · c5 чёрная пешка · c4 белая пешка · d4 чёрная пешка · e4 белая пешка · b3 белая пешка · d3 белая пешка · f3 белый конь · a2 белая пешка · c2 белый ферзь · e2 белый слон · g2 белая пешка · h2 белая пешка · a1 белая ладья · c1 белый слон · f1 белая ладья · g1 белый король | c8 чёрный слон · d8 чёрная ладья · e8 чёрная ладья · g8 чёрный король · a7 чёрная пешка · c7 чёрный ферзь · f7 чёрная пешка · g7 чёрный слон · h7 чёрная пешка · b6 чёрная пешка · f6 чёрный конь · g6 чёрная пешка · c5 чёрная пешка · c4 белая пешка · d4 чёрная пешка · e4 белая пешка · b3 белая пешка · d3 белая пешка · f3 белый конь · a2 белая пешка · c2 белый ферзь · e2 белый слон · g2 белая пешка · h2 белая пешка · a1 белая ладья · c1 белый слон · f1 белая ладья · g1 белый король | 7 |
| 6 | c8 чёрный слон · d8 чёрная ладья · e8 чёрная ладья · g8 чёрный король · a7 чёрная пешка · c7 чёрный ферзь · f7 чёрная пешка · g7 чёрный слон · h7 чёрная пешка · b6 чёрная пешка · f6 чёрный конь · g6 чёрная пешка · c5 чёрная пешка · c4 белая пешка · d4 чёрная пешка · e4 белая пешка · b3 белая пешка · d3 белая пешка · f3 белый конь · a2 белая пешка · c2 белый ферзь · e2 белый слон · g2 белая пешка · h2 белая пешка · a1 белая ладья · c1 белый слон · f1 белая ладья · g1 белый король | c8 чёрный слон · d8 чёрная ладья · e8 чёрная ладья · g8 чёрный король · a7 чёрная пешка · c7 чёрный ферзь · f7 чёрная пешка · g7 чёрный слон · h7 чёрная пешка · b6 чёрная пешка · f6 чёрный конь · g6 чёрная пешка · c5 чёрная пешка · c4 белая пешка · d4 чёрная пешка · e4 белая пешка · b3 белая пешка · d3 белая пешка · f3 белый конь · a2 белая пешка · c2 белый ферзь · e2 белый слон · g2 белая пешка · h2 белая пешка · a1 белая ладья · c1 белый слон · f1 белая ладья · g1 белый король | c8 чёрный слон · d8 чёрная ладья · e8 чёрная ладья · g8 чёрный король · a7 чёрная пешка · c7 чёрный ферзь · f7 чёрная пешка · g7 чёрный слон · h7 чёрная пешка · b6 чёрная пешка · f6 чёрный конь · g6 чёрная пешка · c5 чёрная пешка · c4 белая пешка · d4 чёрная пешка · e4 белая пешка · b3 белая пешка · d3 белая пешка · f3 белый конь · a2 белая пешка · c2 белый ферзь · e2 белый слон · g2 белая пешка · h2 белая пешка · a1 белая ладья · c1 белый слон · f1 белая ладья · g1 белый король | c8 чёрный слон · d8 чёрная ладья · e8 чёрная ладья · g8 чёрный король · a7 чёрная пешка · c7 чёрный ферзь · f7 чёрная пешка · g7 чёрный слон · h7 чёрная пешка · b6 чёрная пешка · f6 чёрный конь · g6 чёрная пешка · c5 чёрная пешка · c4 белая пешка · d4 чёрная пешка · e4 белая пешка · b3 белая пешка · d3 белая пешка · f3 белый конь · a2 белая пешка · c2 белый ферзь · e2 белый слон · g2 белая пешка · h2 белая пешка · a1 белая ладья · c1 белый слон · f1 белая ладья · g1 белый король | c8 чёрный слон · d8 чёрная ладья · e8 чёрная ладья · g8 чёрный король · a7 чёрная пешка · c7 чёрный ферзь · f7 чёрная пешка · g7 чёрный слон · h7 чёрная пешка · b6 чёрная пешка · f6 чёрный конь · g6 чёрная пешка · c5 чёрная пешка · c4 белая пешка · d4 чёрная пешка · e4 белая пешка · b3 белая пешка · d3 белая пешка · f3 белый конь · a2 белая пешка · c2 белый ферзь · e2 белый слон · g2 белая пешка · h2 белая пешка · a1 белая ладья · c1 белый слон · f1 белая ладья · g1 белый король | c8 чёрный слон · d8 чёрная ладья · e8 чёрная ладья · g8 чёрный король · a7 чёрная пешка · c7 чёрный ферзь · f7 чёрная пешка · g7 чёрный слон · h7 чёрная пешка · b6 чёрная пешка · f6 чёрный конь · g6 чёрная пешка · c5 чёрная пешка · c4 белая пешка · d4 чёрная пешка · e4 белая пешка · b3 белая пешка · d3 белая пешка · f3 белый конь · a2 белая пешка · c2 белый ферзь · e2 белый слон · g2 белая пешка · h2 белая пешка · a1 белая ладья · c1 белый слон · f1 белая ладья · g1 белый король | c8 чёрный слон · d8 чёрная ладья · e8 чёрная ладья · g8 чёрный король · a7 чёрная пешка · c7 чёрный ферзь · f7 чёрная пешка · g7 чёрный слон · h7 чёрная пешка · b6 чёрная пешка · f6 чёрный конь · g6 чёрная пешка · c5 чёрная пешка · c4 белая пешка · d4 чёрная пешка · e4 белая пешка · b3 белая пешка · d3 белая пешка · f3 белый конь · a2 белая пешка · c2 белый ферзь · e2 белый слон · g2 белая пешка · h2 белая пешка · a1 белая ладья · c1 белый слон · f1 белая ладья · g1 белый король | c8 чёрный слон · d8 чёрная ладья · e8 чёрная ладья · g8 чёрный король · a7 чёрная пешка · c7 чёрный ферзь · f7 чёрная пешка · g7 чёрный слон · h7 чёрная пешка · b6 чёрная пешка · f6 чёрный конь · g6 чёрная пешка · c5 чёрная пешка · c4 белая пешка · d4 чёрная пешка · e4 белая пешка · b3 белая пешка · d3 белая пешка · f3 белый конь · a2 белая пешка · c2 белый ферзь · e2 белый слон · g2 белая пешка · h2 белая пешка · a1 белая ладья · c1 белый слон · f1 белая ладья · g1 белый король | 6 |
| 5 | c8 чёрный слон · d8 чёрная ладья · e8 чёрная ладья · g8 чёрный король · a7 чёрная пешка · c7 чёрный ферзь · f7 чёрная пешка · g7 чёрный слон · h7 чёрная пешка · b6 чёрная пешка · f6 чёрный конь · g6 чёрная пешка · c5 чёрная пешка · c4 белая пешка · d4 чёрная пешка · e4 белая пешка · b3 белая пешка · d3 белая пешка · f3 белый конь · a2 белая пешка · c2 белый ферзь · e2 белый слон · g2 белая пешка · h2 белая пешка · a1 белая ладья · c1 белый слон · f1 белая ладья · g1 белый король | c8 чёрный слон · d8 чёрная ладья · e8 чёрная ладья · g8 чёрный король · a7 чёрная пешка · c7 чёрный ферзь · f7 чёрная пешка · g7 чёрный слон · h7 чёрная пешка · b6 чёрная пешка · f6 чёрный конь · g6 чёрная пешка · c5 чёрная пешка · c4 белая пешка · d4 чёрная пешка · e4 белая пешка · b3 белая пешка · d3 белая пешка · f3 белый конь · a2 белая пешка · c2 белый ферзь · e2 белый слон · g2 белая пешка · h2 белая пешка · a1 белая ладья · c1 белый слон · f1 белая ладья · g1 белый король | c8 чёрный слон · d8 чёрная ладья · e8 чёрная ладья · g8 чёрный король · a7 чёрная пешка · c7 чёрный ферзь · f7 чёрная пешка · g7 чёрный слон · h7 чёрная пешка · b6 чёрная пешка · f6 чёрный конь · g6 чёрная пешка · c5 чёрная пешка · c4 белая пешка · d4 чёрная пешка · e4 белая пешка · b3 белая пешка · d3 белая пешка · f3 белый конь · a2 белая пешка · c2 белый ферзь · e2 белый слон · g2 белая пешка · h2 белая пешка · a1 белая ладья · c1 белый слон · f1 белая ладья · g1 белый король | c8 чёрный слон · d8 чёрная ладья · e8 чёрная ладья · g8 чёрный король · a7 чёрная пешка · c7 чёрный ферзь · f7 чёрная пешка · g7 чёрный слон · h7 чёрная пешка · b6 чёрная пешка · f6 чёрный конь · g6 чёрная пешка · c5 чёрная пешка · c4 белая пешка · d4 чёрная пешка · e4 белая пешка · b3 белая пешка · d3 белая пешка · f3 белый конь · a2 белая пешка · c2 белый ферзь · e2 белый слон · g2 белая пешка · h2 белая пешка · a1 белая ладья · c1 белый слон · f1 белая ладья · g1 белый король | c8 чёрный слон · d8 чёрная ладья · e8 чёрная ладья · g8 чёрный король · a7 чёрная пешка · c7 чёрный ферзь · f7 чёрная пешка · g7 чёрный слон · h7 чёрная пешка · b6 чёрная пешка · f6 чёрный конь · g6 чёрная пешка · c5 чёрная пешка · c4 белая пешка · d4 чёрная пешка · e4 белая пешка · b3 белая пешка · d3 белая пешка · f3 белый конь · a2 белая пешка · c2 белый ферзь · e2 белый слон · g2 белая пешка · h2 белая пешка · a1 белая ладья · c1 белый слон · f1 белая ладья · g1 белый король | c8 чёрный слон · d8 чёрная ладья · e8 чёрная ладья · g8 чёрный король · a7 чёрная пешка · c7 чёрный ферзь · f7 чёрная пешка · g7 чёрный слон · h7 чёрная пешка · b6 чёрная пешка · f6 чёрный конь · g6 чёрная пешка · c5 чёрная пешка · c4 белая пешка · d4 чёрная пешка · e4 белая пешка · b3 белая пешка · d3 белая пешка · f3 белый конь · a2 белая пешка · c2 белый ферзь · e2 белый слон · g2 белая пешка · h2 белая пешка · a1 белая ладья · c1 белый слон · f1 белая ладья · g1 белый король | c8 чёрный слон · d8 чёрная ладья · e8 чёрная ладья · g8 чёрный король · a7 чёрная пешка · c7 чёрный ферзь · f7 чёрная пешка · g7 чёрный слон · h7 чёрная пешка · b6 чёрная пешка · f6 чёрный конь · g6 чёрная пешка · c5 чёрная пешка · c4 белая пешка · d4 чёрная пешка · e4 белая пешка · b3 белая пешка · d3 белая пешка · f3 белый конь · a2 белая пешка · c2 белый ферзь · e2 белый слон · g2 белая пешка · h2 белая пешка · a1 белая ладья · c1 белый слон · f1 белая ладья · g1 белый король | c8 чёрный слон · d8 чёрная ладья · e8 чёрная ладья · g8 чёрный король · a7 чёрная пешка · c7 чёрный ферзь · f7 чёрная пешка · g7 чёрный слон · h7 чёрная пешка · b6 чёрная пешка · f6 чёрный конь · g6 чёрная пешка · c5 чёрная пешка · c4 белая пешка · d4 чёрная пешка · e4 белая пешка · b3 белая пешка · d3 белая пешка · f3 белый конь · a2 белая пешка · c2 белый ферзь · e2 белый слон · g2 белая пешка · h2 белая пешка · a1 белая ладья · c1 белый слон · f1 белая ладья · g1 белый король | 5 |
| 4 | c8 чёрный слон · d8 чёрная ладья · e8 чёрная ладья · g8 чёрный король · a7 чёрная пешка · c7 чёрный ферзь · f7 чёрная пешка · g7 чёрный слон · h7 чёрная пешка · b6 чёрная пешка · f6 чёрный конь · g6 чёрная пешка · c5 чёрная пешка · c4 белая пешка · d4 чёрная пешка · e4 белая пешка · b3 белая пешка · d3 белая пешка · f3 белый конь · a2 белая пешка · c2 белый ферзь · e2 белый слон · g2 белая пешка · h2 белая пешка · a1 белая ладья · c1 белый слон · f1 белая ладья · g1 белый король | c8 чёрный слон · d8 чёрная ладья · e8 чёрная ладья · g8 чёрный король · a7 чёрная пешка · c7 чёрный ферзь · f7 чёрная пешка · g7 чёрный слон · h7 чёрная пешка · b6 чёрная пешка · f6 чёрный конь · g6 чёрная пешка · c5 чёрная пешка · c4 белая пешка · d4 чёрная пешка · e4 белая пешка · b3 белая пешка · d3 белая пешка · f3 белый конь · a2 белая пешка · c2 белый ферзь · e2 белый слон · g2 белая пешка · h2 белая пешка · a1 белая ладья · c1 белый слон · f1 белая ладья · g1 белый король | c8 чёрный слон · d8 чёрная ладья · e8 чёрная ладья · g8 чёрный король · a7 чёрная пешка · c7 чёрный ферзь · f7 чёрная пешка · g7 чёрный слон · h7 чёрная пешка · b6 чёрная пешка · f6 чёрный конь · g6 чёрная пешка · c5 чёрная пешка · c4 белая пешка · d4 чёрная пешка · e4 белая пешка · b3 белая пешка · d3 белая пешка · f3 белый конь · a2 белая пешка · c2 белый ферзь · e2 белый слон · g2 белая пешка · h2 белая пешка · a1 белая ладья · c1 белый слон · f1 белая ладья · g1 белый король | c8 чёрный слон · d8 чёрная ладья · e8 чёрная ладья · g8 чёрный король · a7 чёрная пешка · c7 чёрный ферзь · f7 чёрная пешка · g7 чёрный слон · h7 чёрная пешка · b6 чёрная пешка · f6 чёрный конь · g6 чёрная пешка · c5 чёрная пешка · c4 белая пешка · d4 чёрная пешка · e4 белая пешка · b3 белая пешка · d3 белая пешка · f3 белый конь · a2 белая пешка · c2 белый ферзь · e2 белый слон · g2 белая пешка · h2 белая пешка · a1 белая ладья · c1 белый слон · f1 белая ладья · g1 белый король | c8 чёрный слон · d8 чёрная ладья · e8 чёрная ладья · g8 чёрный король · a7 чёрная пешка · c7 чёрный ферзь · f7 чёрная пешка · g7 чёрный слон · h7 чёрная пешка · b6 чёрная пешка · f6 чёрный конь · g6 чёрная пешка · c5 чёрная пешка · c4 белая пешка · d4 чёрная пешка · e4 белая пешка · b3 белая пешка · d3 белая пешка · f3 белый конь · a2 белая пешка · c2 белый ферзь · e2 белый слон · g2 белая пешка · h2 белая пешка · a1 белая ладья · c1 белый слон · f1 белая ладья · g1 белый король | c8 чёрный слон · d8 чёрная ладья · e8 чёрная ладья · g8 чёрный король · a7 чёрная пешка · c7 чёрный ферзь · f7 чёрная пешка · g7 чёрный слон · h7 чёрная пешка · b6 чёрная пешка · f6 чёрный конь · g6 чёрная пешка · c5 чёрная пешка · c4 белая пешка · d4 чёрная пешка · e4 белая пешка · b3 белая пешка · d3 белая пешка · f3 белый конь · a2 белая пешка · c2 белый ферзь · e2 белый слон · g2 белая пешка · h2 белая пешка · a1 белая ладья · c1 белый слон · f1 белая ладья · g1 белый король | c8 чёрный слон · d8 чёрная ладья · e8 чёрная ладья · g8 чёрный король · a7 чёрная пешка · c7 чёрный ферзь · f7 чёрная пешка · g7 чёрный слон · h7 чёрная пешка · b6 чёрная пешка · f6 чёрный конь · g6 чёрная пешка · c5 чёрная пешка · c4 белая пешка · d4 чёрная пешка · e4 белая пешка · b3 белая пешка · d3 белая пешка · f3 белый конь · a2 белая пешка · c2 белый ферзь · e2 белый слон · g2 белая пешка · h2 белая пешка · a1 белая ладья · c1 белый слон · f1 белая ладья · g1 белый король | c8 чёрный слон · d8 чёрная ладья · e8 чёрная ладья · g8 чёрный король · a7 чёрная пешка · c7 чёрный ферзь · f7 чёрная пешка · g7 чёрный слон · h7 чёрная пешка · b6 чёрная пешка · f6 чёрный конь · g6 чёрная пешка · c5 чёрная пешка · c4 белая пешка · d4 чёрная пешка · e4 белая пешка · b3 белая пешка · d3 белая пешка · f3 белый конь · a2 белая пешка · c2 белый ферзь · e2 белый слон · g2 белая пешка · h2 белая пешка · a1 белая ладья · c1 белый слон · f1 белая ладья · g1 белый король | 4 |
| 3 | c8 чёрный слон · d8 чёрная ладья · e8 чёрная ладья · g8 чёрный король · a7 чёрная пешка · c7 чёрный ферзь · f7 чёрная пешка · g7 чёрный слон · h7 чёрная пешка · b6 чёрная пешка · f6 чёрный конь · g6 чёрная пешка · c5 чёрная пешка · c4 белая пешка · d4 чёрная пешка · e4 белая пешка · b3 белая пешка · d3 белая пешка · f3 белый конь · a2 белая пешка · c2 белый ферзь · e2 белый слон · g2 белая пешка · h2 белая пешка · a1 белая ладья · c1 белый слон · f1 белая ладья · g1 белый король | c8 чёрный слон · d8 чёрная ладья · e8 чёрная ладья · g8 чёрный король · a7 чёрная пешка · c7 чёрный ферзь · f7 чёрная пешка · g7 чёрный слон · h7 чёрная пешка · b6 чёрная пешка · f6 чёрный конь · g6 чёрная пешка · c5 чёрная пешка · c4 белая пешка · d4 чёрная пешка · e4 белая пешка · b3 белая пешка · d3 белая пешка · f3 белый конь · a2 белая пешка · c2 белый ферзь · e2 белый слон · g2 белая пешка · h2 белая пешка · a1 белая ладья · c1 белый слон · f1 белая ладья · g1 белый король | c8 чёрный слон · d8 чёрная ладья · e8 чёрная ладья · g8 чёрный король · a7 чёрная пешка · c7 чёрный ферзь · f7 чёрная пешка · g7 чёрный слон · h7 чёрная пешка · b6 чёрная пешка · f6 чёрный конь · g6 чёрная пешка · c5 чёрная пешка · c4 белая пешка · d4 чёрная пешка · e4 белая пешка · b3 белая пешка · d3 белая пешка · f3 белый конь · a2 белая пешка · c2 белый ферзь · e2 белый слон · g2 белая пешка · h2 белая пешка · a1 белая ладья · c1 белый слон · f1 белая ладья · g1 белый король | c8 чёрный слон · d8 чёрная ладья · e8 чёрная ладья · g8 чёрный король · a7 чёрная пешка · c7 чёрный ферзь · f7 чёрная пешка · g7 чёрный слон · h7 чёрная пешка · b6 чёрная пешка · f6 чёрный конь · g6 чёрная пешка · c5 чёрная пешка · c4 белая пешка · d4 чёрная пешка · e4 белая пешка · b3 белая пешка · d3 белая пешка · f3 белый конь · a2 белая пешка · c2 белый ферзь · e2 белый слон · g2 белая пешка · h2 белая пешка · a1 белая ладья · c1 белый слон · f1 белая ладья · g1 белый король | c8 чёрный слон · d8 чёрная ладья · e8 чёрная ладья · g8 чёрный король · a7 чёрная пешка · c7 чёрный ферзь · f7 чёрная пешка · g7 чёрный слон · h7 чёрная пешка · b6 чёрная пешка · f6 чёрный конь · g6 чёрная пешка · c5 чёрная пешка · c4 белая пешка · d4 чёрная пешка · e4 белая пешка · b3 белая пешка · d3 белая пешка · f3 белый конь · a2 белая пешка · c2 белый ферзь · e2 белый слон · g2 белая пешка · h2 белая пешка · a1 белая ладья · c1 белый слон · f1 белая ладья · g1 белый король | c8 чёрный слон · d8 чёрная ладья · e8 чёрная ладья · g8 чёрный король · a7 чёрная пешка · c7 чёрный ферзь · f7 чёрная пешка · g7 чёрный слон · h7 чёрная пешка · b6 чёрная пешка · f6 чёрный конь · g6 чёрная пешка · c5 чёрная пешка · c4 белая пешка · d4 чёрная пешка · e4 белая пешка · b3 белая пешка · d3 белая пешка · f3 белый конь · a2 белая пешка · c2 белый ферзь · e2 белый слон · g2 белая пешка · h2 белая пешка · a1 белая ладья · c1 белый слон · f1 белая ладья · g1 белый король | c8 чёрный слон · d8 чёрная ладья · e8 чёрная ладья · g8 чёрный король · a7 чёрная пешка · c7 чёрный ферзь · f7 чёрная пешка · g7 чёрный слон · h7 чёрная пешка · b6 чёрная пешка · f6 чёрный конь · g6 чёрная пешка · c5 чёрная пешка · c4 белая пешка · d4 чёрная пешка · e4 белая пешка · b3 белая пешка · d3 белая пешка · f3 белый конь · a2 белая пешка · c2 белый ферзь · e2 белый слон · g2 белая пешка · h2 белая пешка · a1 белая ладья · c1 белый слон · f1 белая ладья · g1 белый король | c8 чёрный слон · d8 чёрная ладья · e8 чёрная ладья · g8 чёрный король · a7 чёрная пешка · c7 чёрный ферзь · f7 чёрная пешка · g7 чёрный слон · h7 чёрная пешка · b6 чёрная пешка · f6 чёрный конь · g6 чёрная пешка · c5 чёрная пешка · c4 белая пешка · d4 чёрная пешка · e4 белая пешка · b3 белая пешка · d3 белая пешка · f3 белый конь · a2 белая пешка · c2 белый ферзь · e2 белый слон · g2 белая пешка · h2 белая пешка · a1 белая ладья · c1 белый слон · f1 белая ладья · g1 белый король | 3 |
| 2 | c8 чёрный слон · d8 чёрная ладья · e8 чёрная ладья · g8 чёрный король · a7 чёрная пешка · c7 чёрный ферзь · f7 чёрная пешка · g7 чёрный слон · h7 чёрная пешка · b6 чёрная пешка · f6 чёрный конь · g6 чёрная пешка · c5 чёрная пешка · c4 белая пешка · d4 чёрная пешка · e4 белая пешка · b3 белая пешка · d3 белая пешка · f3 белый конь · a2 белая пешка · c2 белый ферзь · e2 белый слон · g2 белая пешка · h2 белая пешка · a1 белая ладья · c1 белый слон · f1 белая ладья · g1 белый король | c8 чёрный слон · d8 чёрная ладья · e8 чёрная ладья · g8 чёрный король · a7 чёрная пешка · c7 чёрный ферзь · f7 чёрная пешка · g7 чёрный слон · h7 чёрная пешка · b6 чёрная пешка · f6 чёрный конь · g6 чёрная пешка · c5 чёрная пешка · c4 белая пешка · d4 чёрная пешка · e4 белая пешка · b3 белая пешка · d3 белая пешка · f3 белый конь · a2 белая пешка · c2 белый ферзь · e2 белый слон · g2 белая пешка · h2 белая пешка · a1 белая ладья · c1 белый слон · f1 белая ладья · g1 белый король | c8 чёрный слон · d8 чёрная ладья · e8 чёрная ладья · g8 чёрный король · a7 чёрная пешка · c7 чёрный ферзь · f7 чёрная пешка · g7 чёрный слон · h7 чёрная пешка · b6 чёрная пешка · f6 чёрный конь · g6 чёрная пешка · c5 чёрная пешка · c4 белая пешка · d4 чёрная пешка · e4 белая пешка · b3 белая пешка · d3 белая пешка · f3 белый конь · a2 белая пешка · c2 белый ферзь · e2 белый слон · g2 белая пешка · h2 белая пешка · a1 белая ладья · c1 белый слон · f1 белая ладья · g1 белый король | c8 чёрный слон · d8 чёрная ладья · e8 чёрная ладья · g8 чёрный король · a7 чёрная пешка · c7 чёрный ферзь · f7 чёрная пешка · g7 чёрный слон · h7 чёрная пешка · b6 чёрная пешка · f6 чёрный конь · g6 чёрная пешка · c5 чёрная пешка · c4 белая пешка · d4 чёрная пешка · e4 белая пешка · b3 белая пешка · d3 белая пешка · f3 белый конь · a2 белая пешка · c2 белый ферзь · e2 белый слон · g2 белая пешка · h2 белая пешка · a1 белая ладья · c1 белый слон · f1 белая ладья · g1 белый король | c8 чёрный слон · d8 чёрная ладья · e8 чёрная ладья · g8 чёрный король · a7 чёрная пешка · c7 чёрный ферзь · f7 чёрная пешка · g7 чёрный слон · h7 чёрная пешка · b6 чёрная пешка · f6 чёрный конь · g6 чёрная пешка · c5 чёрная пешка · c4 белая пешка · d4 чёрная пешка · e4 белая пешка · b3 белая пешка · d3 белая пешка · f3 белый конь · a2 белая пешка · c2 белый ферзь · e2 белый слон · g2 белая пешка · h2 белая пешка · a1 белая ладья · c1 белый слон · f1 белая ладья · g1 белый король | c8 чёрный слон · d8 чёрная ладья · e8 чёрная ладья · g8 чёрный король · a7 чёрная пешка · c7 чёрный ферзь · f7 чёрная пешка · g7 чёрный слон · h7 чёрная пешка · b6 чёрная пешка · f6 чёрный конь · g6 чёрная пешка · c5 чёрная пешка · c4 белая пешка · d4 чёрная пешка · e4 белая пешка · b3 белая пешка · d3 белая пешка · f3 белый конь · a2 белая пешка · c2 белый ферзь · e2 белый слон · g2 белая пешка · h2 белая пешка · a1 белая ладья · c1 белый слон · f1 белая ладья · g1 белый король | c8 чёрный слон · d8 чёрная ладья · e8 чёрная ладья · g8 чёрный король · a7 чёрная пешка · c7 чёрный ферзь · f7 чёрная пешка · g7 чёрный слон · h7 чёрная пешка · b6 чёрная пешка · f6 чёрный конь · g6 чёрная пешка · c5 чёрная пешка · c4 белая пешка · d4 чёрная пешка · e4 белая пешка · b3 белая пешка · d3 белая пешка · f3 белый конь · a2 белая пешка · c2 белый ферзь · e2 белый слон · g2 белая пешка · h2 белая пешка · a1 белая ладья · c1 белый слон · f1 белая ладья · g1 белый король | c8 чёрный слон · d8 чёрная ладья · e8 чёрная ладья · g8 чёрный король · a7 чёрная пешка · c7 чёрный ферзь · f7 чёрная пешка · g7 чёрный слон · h7 чёрная пешка · b6 чёрная пешка · f6 чёрный конь · g6 чёрная пешка · c5 чёрная пешка · c4 белая пешка · d4 чёрная пешка · e4 белая пешка · b3 белая пешка · d3 белая пешка · f3 белый конь · a2 белая пешка · c2 белый ферзь · e2 белый слон · g2 белая пешка · h2 белая пешка · a1 белая ладья · c1 белый слон · f1 белая ладья · g1 белый король | 2 |
| 1 | c8 чёрный слон · d8 чёрная ладья · e8 чёрная ладья · g8 чёрный король · a7 чёрная пешка · c7 чёрный ферзь · f7 чёрная пешка · g7 чёрный слон · h7 чёрная пешка · b6 чёрная пешка · f6 чёрный конь · g6 чёрная пешка · c5 чёрная пешка · c4 белая пешка · d4 чёрная пешка · e4 белая пешка · b3 белая пешка · d3 белая пешка · f3 белый конь · a2 белая пешка · c2 белый ферзь · e2 белый слон · g2 белая пешка · h2 белая пешка · a1 белая ладья · c1 белый слон · f1 белая ладья · g1 белый король | c8 чёрный слон · d8 чёрная ладья · e8 чёрная ладья · g8 чёрный король · a7 чёрная пешка · c7 чёрный ферзь · f7 чёрная пешка · g7 чёрный слон · h7 чёрная пешка · b6 чёрная пешка · f6 чёрный конь · g6 чёрная пешка · c5 чёрная пешка · c4 белая пешка · d4 чёрная пешка · e4 белая пешка · b3 белая пешка · d3 белая пешка · f3 белый конь · a2 белая пешка · c2 белый ферзь · e2 белый слон · g2 белая пешка · h2 белая пешка · a1 белая ладья · c1 белый слон · f1 белая ладья · g1 белый король | c8 чёрный слон · d8 чёрная ладья · e8 чёрная ладья · g8 чёрный король · a7 чёрная пешка · c7 чёрный ферзь · f7 чёрная пешка · g7 чёрный слон · h7 чёрная пешка · b6 чёрная пешка · f6 чёрный конь · g6 чёрная пешка · c5 чёрная пешка · c4 белая пешка · d4 чёрная пешка · e4 белая пешка · b3 белая пешка · d3 белая пешка · f3 белый конь · a2 белая пешка · c2 белый ферзь · e2 белый слон · g2 белая пешка · h2 белая пешка · a1 белая ладья · c1 белый слон · f1 белая ладья · g1 белый король | c8 чёрный слон · d8 чёрная ладья · e8 чёрная ладья · g8 чёрный король · a7 чёрная пешка · c7 чёрный ферзь · f7 чёрная пешка · g7 чёрный слон · h7 чёрная пешка · b6 чёрная пешка · f6 чёрный конь · g6 чёрная пешка · c5 чёрная пешка · c4 белая пешка · d4 чёрная пешка · e4 белая пешка · b3 белая пешка · d3 белая пешка · f3 белый конь · a2 белая пешка · c2 белый ферзь · e2 белый слон · g2 белая пешка · h2 белая пешка · a1 белая ладья · c1 белый слон · f1 белая ладья · g1 белый король | c8 чёрный слон · d8 чёрная ладья · e8 чёрная ладья · g8 чёрный король · a7 чёрная пешка · c7 чёрный ферзь · f7 чёрная пешка · g7 чёрный слон · h7 чёрная пешка · b6 чёрная пешка · f6 чёрный конь · g6 чёрная пешка · c5 чёрная пешка · c4 белая пешка · d4 чёрная пешка · e4 белая пешка · b3 белая пешка · d3 белая пешка · f3 белый конь · a2 белая пешка · c2 белый ферзь · e2 белый слон · g2 белая пешка · h2 белая пешка · a1 белая ладья · c1 белый слон · f1 белая ладья · g1 белый король | c8 чёрный слон · d8 чёрная ладья · e8 чёрная ладья · g8 чёрный король · a7 чёрная пешка · c7 чёрный ферзь · f7 чёрная пешка · g7 чёрный слон · h7 чёрная пешка · b6 чёрная пешка · f6 чёрный конь · g6 чёрная пешка · c5 чёрная пешка · c4 белая пешка · d4 чёрная пешка · e4 белая пешка · b3 белая пешка · d3 белая пешка · f3 белый конь · a2 белая пешка · c2 белый ферзь · e2 белый слон · g2 белая пешка · h2 белая пешка · a1 белая ладья · c1 белый слон · f1 белая ладья · g1 белый король | c8 чёрный слон · d8 чёрная ладья · e8 чёрная ладья · g8 чёрный король · a7 чёрная пешка · c7 чёрный ферзь · f7 чёрная пешка · g7 чёрный слон · h7 чёрная пешка · b6 чёрная пешка · f6 чёрный конь · g6 чёрная пешка · c5 чёрная пешка · c4 белая пешка · d4 чёрная пешка · e4 белая пешка · b3 белая пешка · d3 белая пешка · f3 белый конь · a2 белая пешка · c2 белый ферзь · e2 белый слон · g2 белая пешка · h2 белая пешка · a1 белая ладья · c1 белый слон · f1 белая ладья · g1 белый король | c8 чёрный слон · d8 чёрная ладья · e8 чёрная ладья · g8 чёрный король · a7 чёрная пешка · c7 чёрный ферзь · f7 чёрная пешка · g7 чёрный слон · h7 чёрная пешка · b6 чёрная пешка · f6 чёрный конь · g6 чёрная пешка · c5 чёрная пешка · c4 белая пешка · d4 чёрная пешка · e4 белая пешка · b3 белая пешка · d3 белая пешка · f3 белый конь · a2 белая пешка · c2 белый ферзь · e2 белый слон · g2 белая пешка · h2 белая пешка · a1 белая ладья · c1 белый слон · f1 белая ладья · g1 белый король | 1 |
|   | a | b | c | d | e | f | g | h |   |

В позиции на диаграмме ход чёрных. Их чёрнопольный слон находится в сложной засаде. Белую ладью а1 закрывают сразу две фигуры: конь f6 и пешка d4. Тем не менее, благодаря двухходовой комбинации линия нападения слона увеличивается до поля а1.
 1... K:e4
Вначале конь освобождает диагональ.
 2. de d3
Затем пешка. При этом используется сразу два тактических приёма — вилка и открытое нападение. 
 3. C:d3 C:a1
С выигрышем качества.